# 孟欽
孟钦（?—?），十六国前秦洛阳人。
孟钦有左慈、刘根的道术，百姓惑于他而跟从。苻坚召他到长安，讨厌他蛊惑百姓，命苻融诛杀他。孟钦至长安，苻融留下他，大宴郡僚，酒喝到酣畅，用眼色让左右抓起来孟钦。孟钦化为旋风，飞出宅外。不久，有人告知他在城东，苻融派骑兵追赶，快要追上了，忽然又远了，有时有兵众抵抗，有时前面有溪涧，骑兵不得过，于是不知所在。苻坚末年，孟钦在青州出现。苻朗寻找，孟钦进于海岛。终因出没无常而未曾捕获。